# Bob Stanley (Musiker)

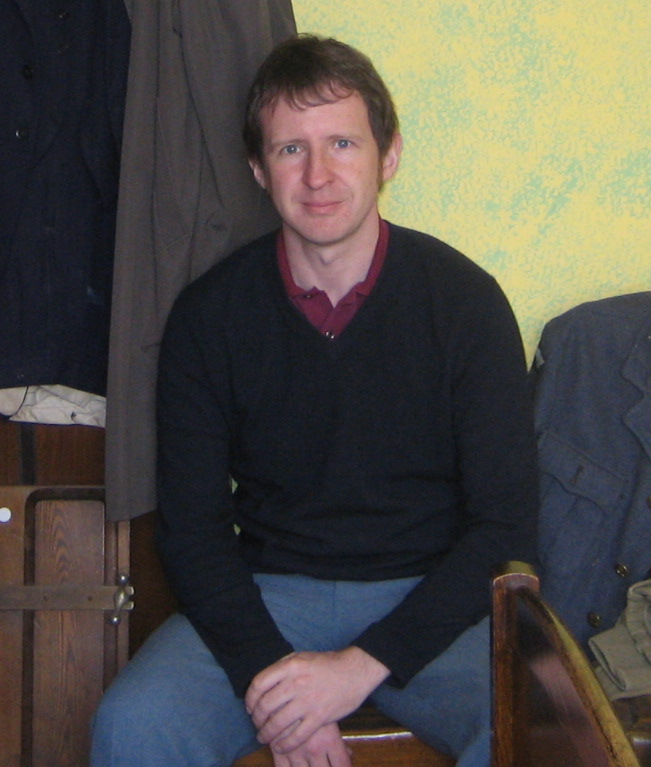
Bob Stanley (2009)

Bob Stanley (* 25. Dezember 1964 in Horsham, Sussex, England als Robert Andrew Shukman) ist ein britischer Musiker, Autor und Filmemacher. Am bekanntesten ist er als Mitglied der britischen Indiepop-Gruppe Saint Etienne.

## Musiker
Im Jahr 1990 gründete Bob Stanley zusammen mit seinem Kindheitsfreund Pete Wiggs die Gruppe Saint Etienne. Er schreibt und produziert, oft zusammen mit seinen Bandkollegen, bei Liveauftritten spielt er meist Keyboards.

## Musikjournalist und Buchautor
Ab 1986 veröffentlichte Bob Stanley die Fanzines Pop Avalance und Caff, das zweite zusammen mit Pete Wiggs. Ein Jahr später begann er seine Tätigkeit als Musikjournalist für verschiedene Zeitschriften, zunächst für den NME und dann für den Melody Maker. Auch nach der Gründung von Saint Etienne schrieb er gelegentlich Artikel für verschiedene Zeitschriften, unter anderem für The Guardian und mit einem Gastbeitrag auch für die FAZ.
Zusammen mit Paul Kelly veröffentlichte er im Jahr 2007 Match Day, ein Buch mit Artwork aus Fußball-Programmheften. 2013 erschien sein zweites Buch Yeah Yeah Yeah: The Story of Modern Pop über die Geschichte der Popmusik von der Veröffentlichung der ersten UK-Charts 1952 bis ins Jahr 2000.

## Sonstiges
Seit 2002 ist Bob Stanley auch als Filmemacher aktiv, meist zusammen mit Paul Kelly. So entstand etwa im Jahr 2005 What Have You Done Today Mervyn Day?, ein Dokumentarfilm über das Lower Lea Valley, der Standort der Olympischen Sommerspiele 2012.
Außerdem war Stanley Betreiber von mehreren kleineren Plattenlabeln: Caff Records (1989–1992), Icerink Records (1992–1994, mit Pete Wiggs) und EMIDisc (1996). Seit 2012 betreibt er Croydon Municipal, eine Subdivision von Cherry Red Records.
Bob Stanley lebt in Highgate im Norden von London.